# Franck Signorino
Franck Signorino (Nogent-sur-Marne, 19 settembre 1981) è un ex calciatore francese, di ruolo difensore.

## Caratteristiche tecniche
È un terzino sinistro.

## Carriera

### Inizi e Metz
Nato a Nogent-sur-Marne, Signorino inizia a giocare a calcio nella squadra della sua città, per poi trasferirsi nel 1995 all'INF Clairefontaine. Dopo due anni viene aggregato alle giovanili del Metz.
Nel 1999 la carriera di Signorino è minata da una frattura alla tibia e da una mononucleosi, a causa delle quali rimane fermo per un anno e mezzo. Il 2 febbraio 2002 ha modo di esordire tra i professionisti quando l'allora allenatore del Metz Gilbert Gress, in cerca di un sostituto del terzino sinistro Philippe Gaillot, lo mette in campo allo Stadio di Gerland contro il Lione. Rinnovato il contratto fino al 2005, da quel momento diventa il terzino sinistro titolare del Metz e le sue buone prestazioni lo portano ad essere convocato nel 2002 sia nella Francia under-20 che nell'under-21 di Raymond Domenech. Nel 2003 entra poi nella squadra tipo della Ligue 2 2002-2003 ai Trophées UNFP du football.

### Nantes
Lasciata Metz dopo quattro stagioni, nel giugno 2005 Signorino firma un contratto da quattro anni col Nantes, fortemente voluto dal direttore sportivo Robert Budzynski. Partita con buoni propositi, la stagione 2005-2006 si conclude con un deludente 14º posto, mentre la successiva, dopo gli addii di Mickaël Landreau e Jérémy Toulalan, termina addirittura con la retrocessione in Ligue 2. Il 19 maggio 2007 Signorino dichiara a Radio Monte-Carlo di aver ricevuto offerte da altre squadre e di voler lasciare il Nantes.

### Getafe
Nel luglio 2007 viene acquistato per 1,5 milioni € dal Getafe, con cui firma un contratto quadriennale. In Spagna trova poco spazio in campionato, mentre ha opportunità di giocare spesso in Coppa del Re, dove il Getafe fa un buon cammino arrivando fino alla finale, poi persa 1-3 contro il Valencia. Verso la fine dell'anno il terzino rimedia due fratture: la prima verso il finale di stagione, mentre la seconda occorsa nel ritiro prestagionale ad Atene. Data la situazione critica, il giocatore ha confessato di aver pensato in quel frangente al ritiro anticipato della carriera. Ad ottobre 2008 segue un intenso piano di riabilitazione per riuscire a ritornare al meglio della condizione fisica.

### Cartagena
Nel gennaio 2010 il Getafe lo manda in prestito per sei mesi al Cartagena, in Segunda División. Terminato il periodo in prestito, Signorino rescinde il contratto col Getafe, rimanendo svincolato.

### Charleroi
Rimasto qualche mese senza squadra, il 10 dicembre 2010 si aggrega allo Charleroi, ultimo in classifica nella Pro League belga. Nei sei mesi in Belgio, Signorino è il titolare fisso della difesa ma a fine anno la squadra retrocede in seconda serie. Il 30 giugno 2011 rescinde il contratto con lo Charleroi.

### Laval
Allenatosi in estate insieme alla compagine degli svincolati, il 5 settembre 2011 firma un contratto da un anno col Laval, in seconda divisione francese. Tornato titolare come terzino sinistro, è protagonista di buone prestazioni, tanto da entrare nel gennaio 2020 nella formazione del decennio della squadra secondo la rivista Ouest-France Laval.

### Stade Reims
Rifiutato il rinnovo col Laval, nel 2012 raggiunge lo Stade Reims, neopromosso in Ligue 1. Dopo quattro stagioni in massima serie, nel maggio 2016 il Reims retrocede in Ligue 2. Nel gennaio 2020 France Football lo inserisce nella formazione del decennio della squadra.

### Ritorno al Metz
Terminata l'esperienza a Reims, il 27 maggio 2016 Signorino fa ritorno al Metz, squadra che lo ha lanciato tra i professionisti. Dopo una stagione, il 21 gennaio 2018 annuncia l'addio al calcio giocato.